# بخش برگرا
بخش برگرا (به فرانسوی: Arrondissement de Bergerac) یک بخش در فرانسه است که در دوردوین واقع شده‌است.